# Железнодорожный транспорт в Бенине
Железнодорожный транспорт в Бенине — железнодорожный транспорт на территории государства Бенин.
Первая железнодорожная линия Котону - Видой была построена в 1906 г. В 1959 г. по соглашению между правительствами Бенина и Нигера создана совместная организация железных дорог и других видов транспорта. Длина железных дорог в стране — 579 км, используется колея с шириной 1000 мм. Используются лёгкие рельсы с погонной массой 22 и 30 кг, путь уложен на металлические шпалы.

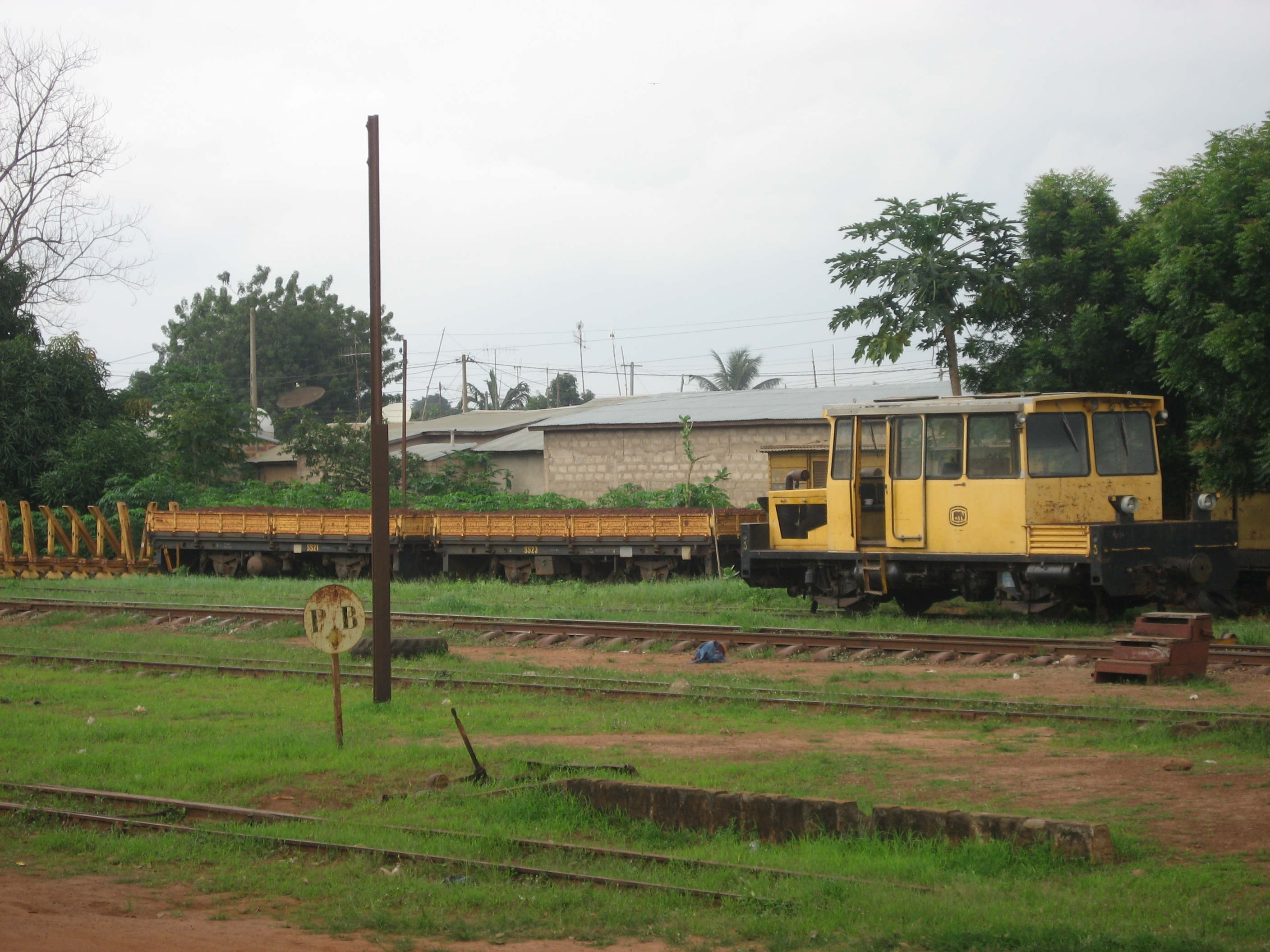
Железнодорожная станция в Бенине

Три железнодорожные линии: Котону — Параку (438 км), Котону — Побе (107 км), Котону — Сегборуэ (34 км) обслуживаются 8 тепловозами Asthom BB500 и 12 Asthom BB600. Также в парке железных дорог Бенина 296 грузовых вагонов, 31 пассажирский вагон. Усиливается конкуренция с более дешёвыми и удобными автомобильными дорогами.

## Железнодорожные связи со смежными странами
- Того — нет, одинаковая колея 1000 мм.
- Буркина-Фасо — нет, одинаковая ширина колеи 1000 мм.
- Нигерия — нет, изменение ширины колеи с 1000 мм на 1067 мм, или на 1435 мм.
- Нигер — нет железных дорог.

Бенин участвует в проекте AfricaRail. Предлагаемая железная дорога Бенин-Нигер будет преобразована в 1435 мм (4 фута 8+1⁄2 дюйма) стандартной колеи.